# Verve Jazz Masters 49
Verve Jazz Masters 49 — сборник американской певицы Аниты О’Дэй, выпущенный в 1995 году на лейбле Verve Records в рамках одноимённой серии. В альбом вошли записи, сделанные ею для лейблов Clef, Norgan и Verve, сама О’Дэй и её менеджер Алан Эйхлер сами подбирали треки.

## Отзывы критиков
| Оценки критиков                            | Оценки критиков |
| Источник                                   | Оценка          |
| ------------------------------------------ | --------------- |
| AllMusic                                   | [ 1 ]           |
| Encyclopedia of Popular Music              | [ 2 ]           |
| MusicHound Jazz: The Essential Album Guide | [ 3 ]           |
| The Penguin Guide to Jazz                  | [ 4 ]           |
| The Rolling Stone Jazz & Blues Album Guide | [ 5 ]           |

Ричард С. Джинелл в рецензии для AllMusic написал: «Именно за это десятилетие деятельности О’Дэй превратилась из бывшей участницы биг-бэнда в признанную джазовую диву, несмотря на неурядицы в её личной жизни и ощущение, что она играет вторую скрипку после Эллы в студии звукозаписи Нормана Гранца. Выбор удивительно велик … с большим количеством свинговых номеров в середине и начале темпа и баллад, которые могут быть одновременно мудрыми и простодушными. Среди многих ярких моментов, иллюстрирующих разнообразие периода увлечения О’Дэй, — „No Soap, No Hope Blues“ с первого редкого десятидюймового альбома О’Дэй; её дерзкий ремейк „Boogie Blues“ с новаторским оркестром Гэри Макфарланда; и сексуальный, развязный заглавный трек „Waiter, Make Mine Blues“. Любой, кто ищет вход в жесткий, но уязвимый мир песен Аниты О’Дэй, получит много полезных советов из этого альбома». В журнале Billboard заявили, что в альбоме есть холодок, поскольку О’Дэй исполняет ритмичные мелодии в быстром темпе, оставляя всех незначительных музыкантов заикаться в темноте.

## Список композиций
1. «That Old Feeling» (Лью Браун, Сэмми Фейн) — 2:27
2. «Boogie Blues» (Ремо Бьонди, Джин Крупа) — 3:44
3. «Angel Eyes» (Эрл Брент, Мэтт Деннис) — 3:38
4. «Fly Me to the Moon (In Other Words)» (Барт Ховард) — 3:52
5. «(Ah, The Apple Trees) When The World Was Young» (Джонни Мерсер, Мишель Филипп-Жерар, Анжеле Ванье) — 3:34
6. «Ten Cents a Dance» (Лоренц Харт, Ричард Роджерс) — 2:15
7. «Easy Come, Easy Go» (Джонни Грин, Эдвард Хейман) — 3:10
8. «No Soap, No Hope Blues» (Ричард Адлер, Джерри Росс) — 2:32
9. «Just in Time» (Бетти Комден, Адольф Грин, Джул Стайн) — 2:48
10. «Old Devil Moon» (Йип Харбург, Бертон Лейн) — 2:52
11. «A Nightingale Sang in Berkeley Square» (Эрик Машвиц, Мэннинг Шервин) — 4:01
12. «Them There Eyes» (Масео Пинкард, Дорис Таубер, Уильям Трейси) — 2:36
13. «If the Moon Turns Green» (Пол Коутс, Берни Ханиген) — 2:53
14. «Johnny One Note» (Лоренц Харт, Ричард Роджерс) — 1:50
15. «Waiter, Make Mine Blues» (Рэй Бионди, Анита О’Дэй) — 3:20
16. «What Is This Thing Called Love» (Коул Портер) — 2:30

## Участники записи
- Продюсер сборника — Майкл Лэнг
- Составители — Алан Эйхлер, Анита О’Дэй
- Дизайн — Шерил Латц-Браун
- Исполнительный продюсер сборника — Ричард Зайдель
- Вёрстка — Скотт Таунсенд
- Примечания — Тодд Эверетт
- Мастеринг — Суха Гур
- Фотография — Херман Леонард
- Продюсер оригинальных записей — Норман Гранц (треки 1, 3, 6-8, 10-16), Крид Тейлор (2, 4, 5, 9)